# Принцеса на тридцять днів
«Принцеса на тридцять днів» (англ. Thirty-Day Princess) — фільм режисера Маріона Герінга, що вийшов на екрани в 1934 році. Екранізація оповідання Кларенса Бадінгтона Келланда, опублікованого в журналі Ladies' Home Journal.

## Сюжет
Під час відвідин держави Таронія, що знаходиться десь у Європі, впливовий американський банкір Річард Грешем знайомиться з місцевим королем і пропонує взяти кредит, щоб поліпшити умови життя населення. Щоб кредит схвалили, хтось має вирушити до Америки як представник країни і провести грамотну піар-кампанію. Вибір падає на юну принцесу Катерину, проте незабаром після прибуття в Нью-Йорк та захворює на свинку і план опиняється під загрозою зриву. Містер Грешем народжується ідея замінити принцесу двійником. Послані в усі кінці міста детективи знаходять бідну актрису Ненсі Лейн як дві краплі води схожу на принцесу. Ненсі погоджується на пропозицію, швидко засвоює необхідні манери і отримує додаткове завдання — зачарувати чіпкого газетяра Портера Медісона, який занадто завзято «копає» під банкіра. Актриса не тільки справляється з цим завданням, а й сама закохується в молоду людину.

## У ролях
- Сільвія Сідні — Ненсі Лейн / принцеса Катерина
- Кері Грант — Портер Медісон III
- Едвард Арнольд — Річард Грешем
- Генрі Стівенсон — король Анатолій XII
- Вінс Барнетт — граф Ніколаус
- Едгар Нортон — барон Пассерія
- Рей Вокер — Ден Кірк
- Люсьєн Літтлфілд — Паркер
- Роберт Маквейд — керуючий редактор
- Джордж Бакстер — Дональд Споттсвуд
- Маргерит Намара — фрейліна